# Blek stjärnmossa
Blek stjärnmossa (Mnium stellare) är en bladmossart som beskrevs av Johann Jacob Jakob Reichard och Hedwig 1801. Blek stjärnmossa ingår i släktet stjärnmossor, och familjen Mniaceae. Arten är reproducerande i Sverige. Den förekommer framförallt i Götaland, man kan ses i hela landet. Inga underarter finns listade i Catalogue of Life.

## Bildgalleri

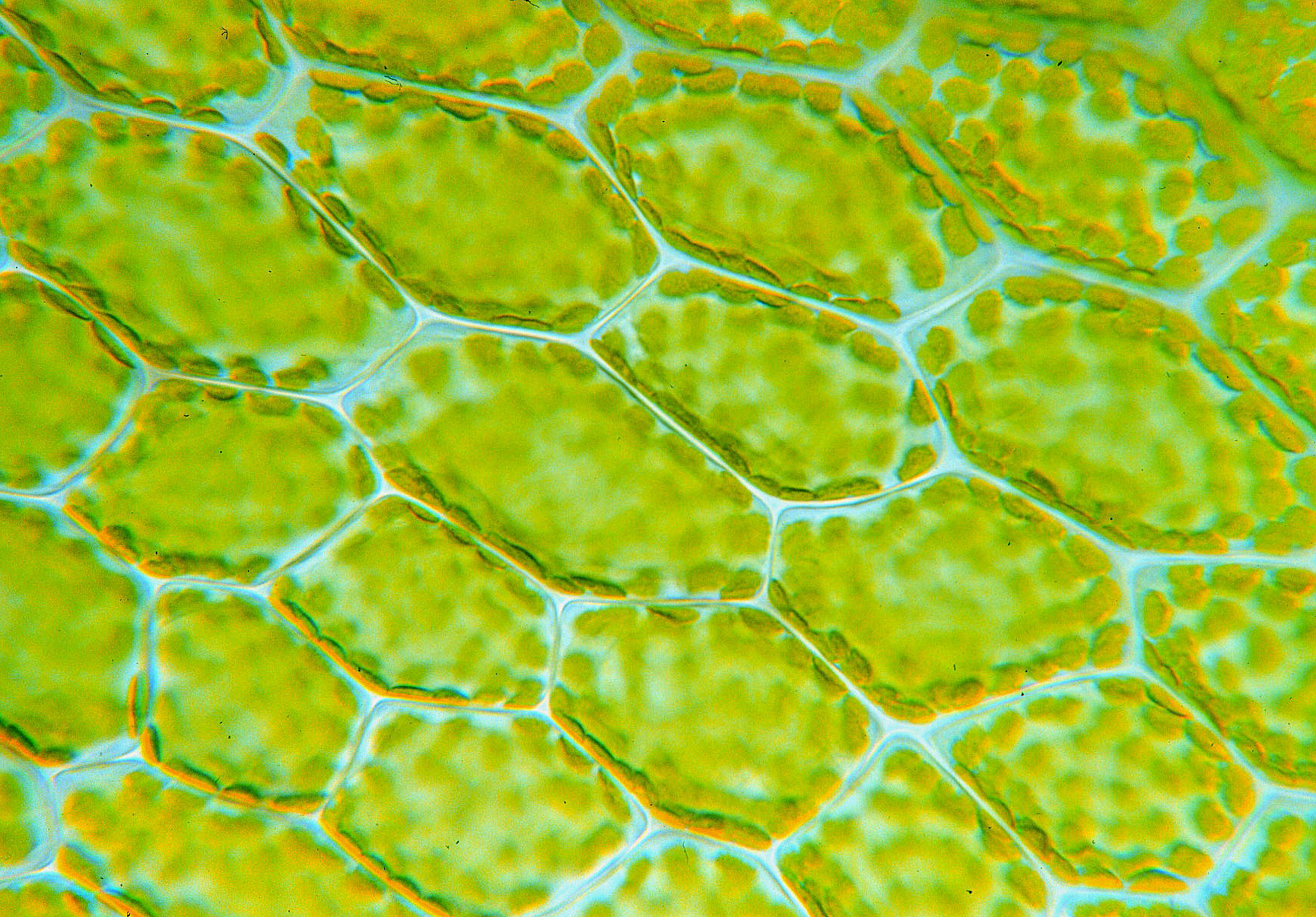
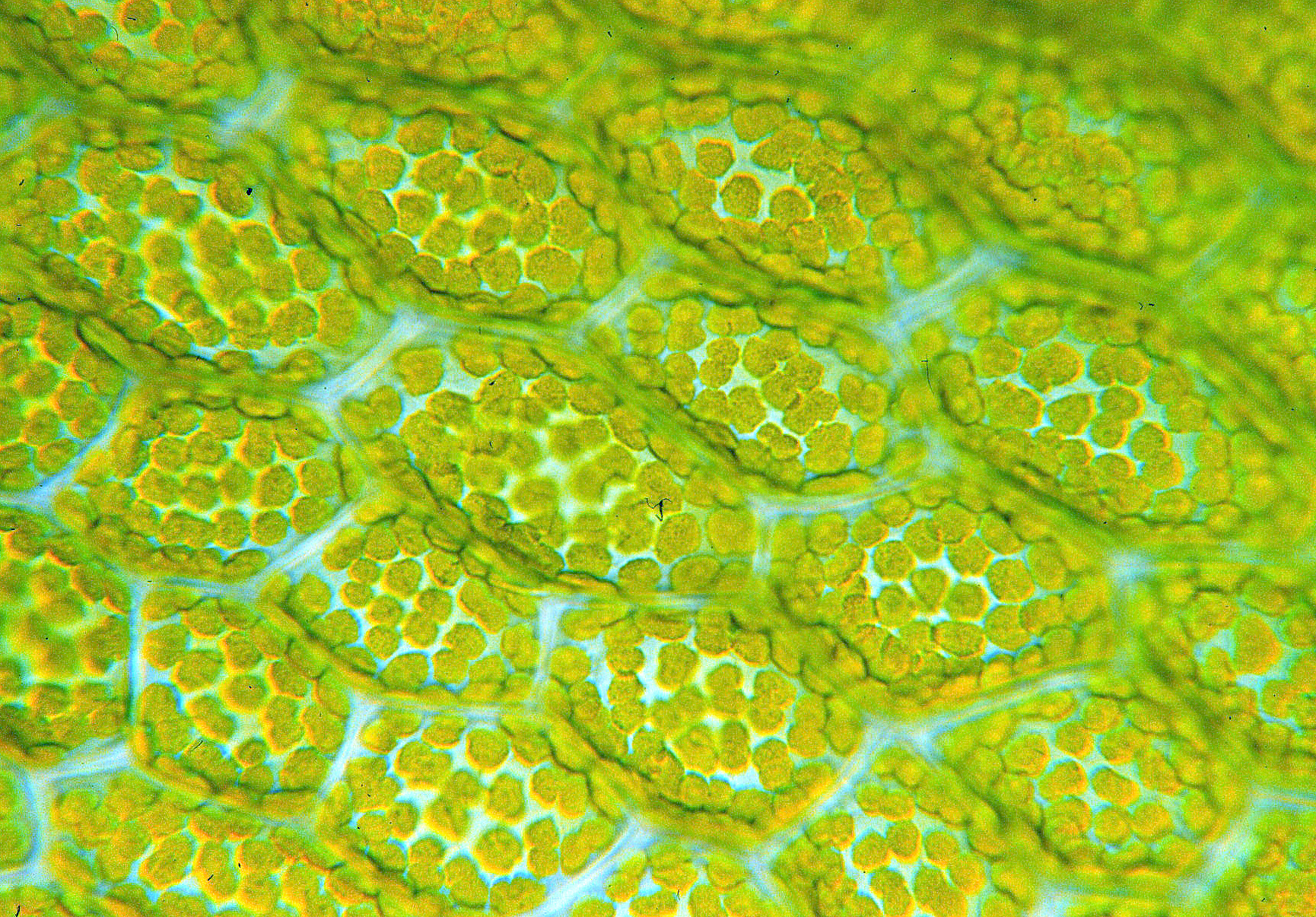
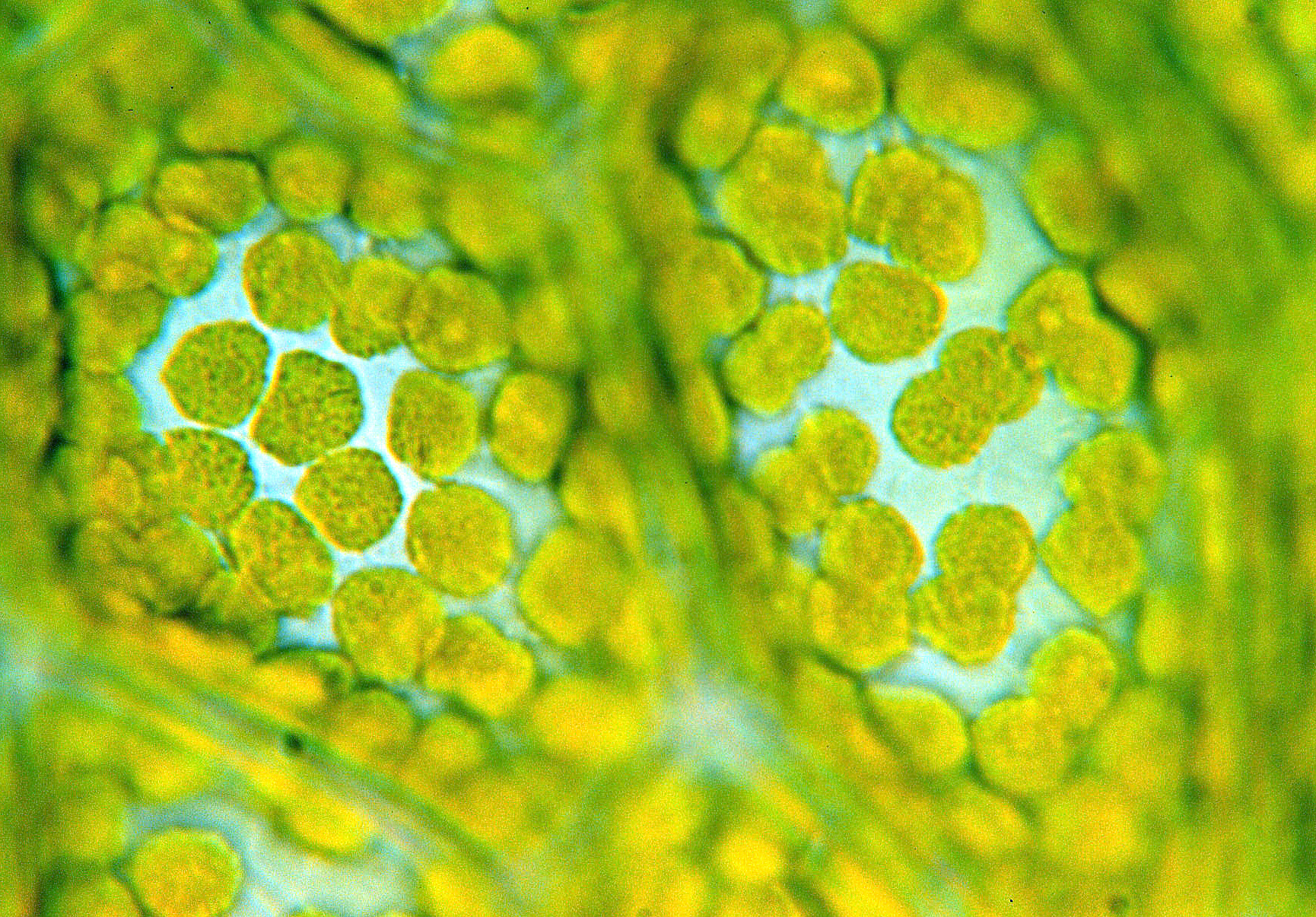
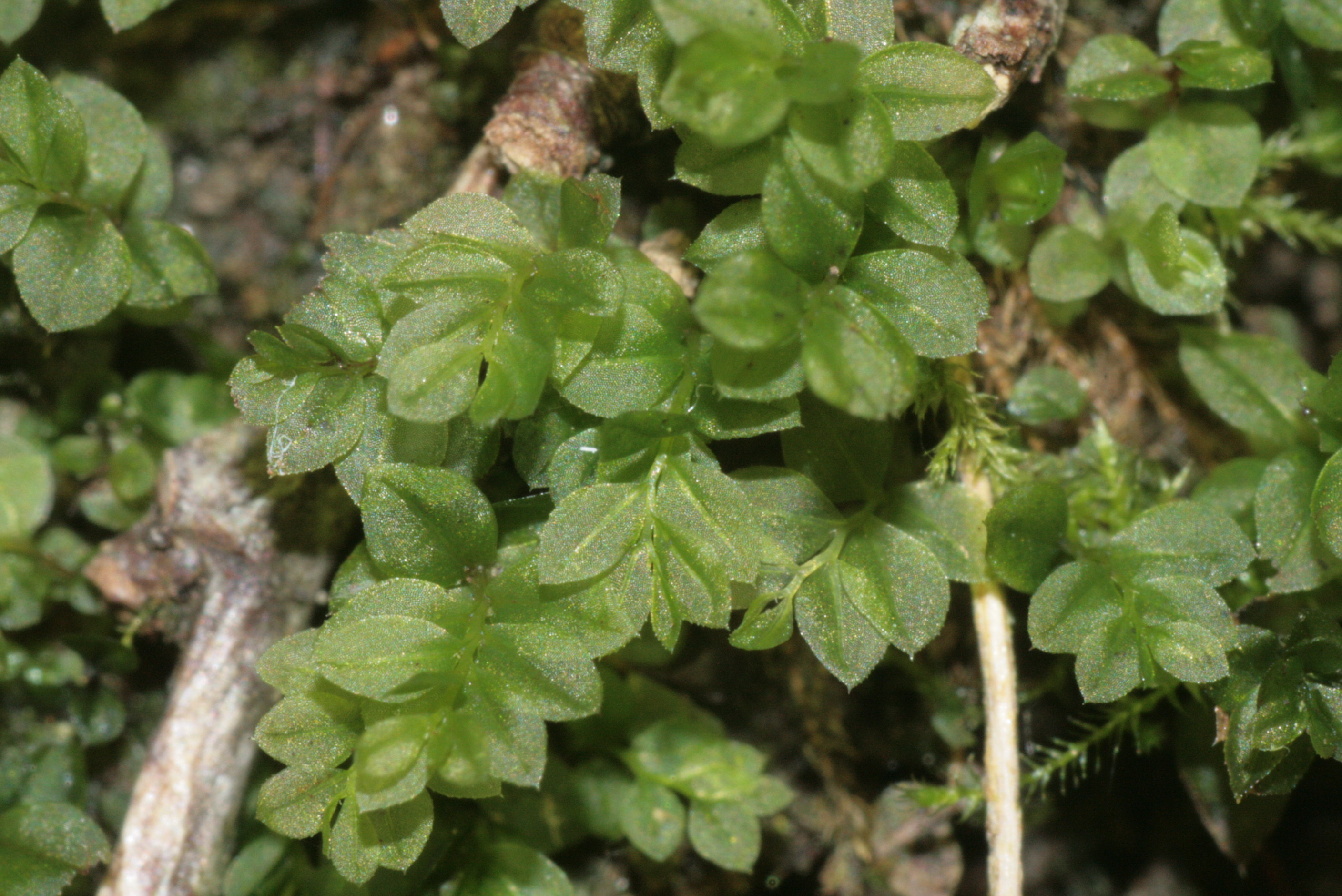
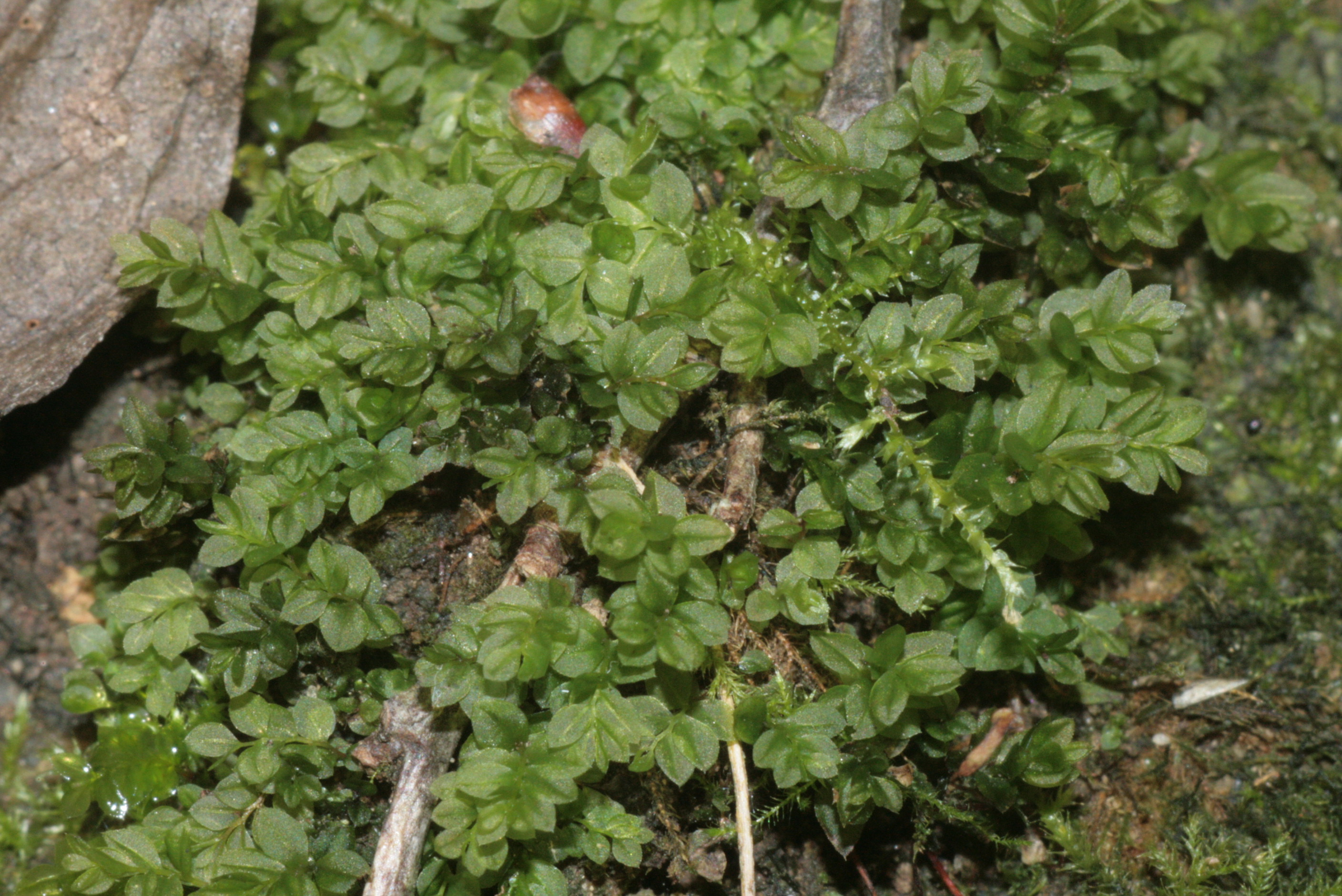
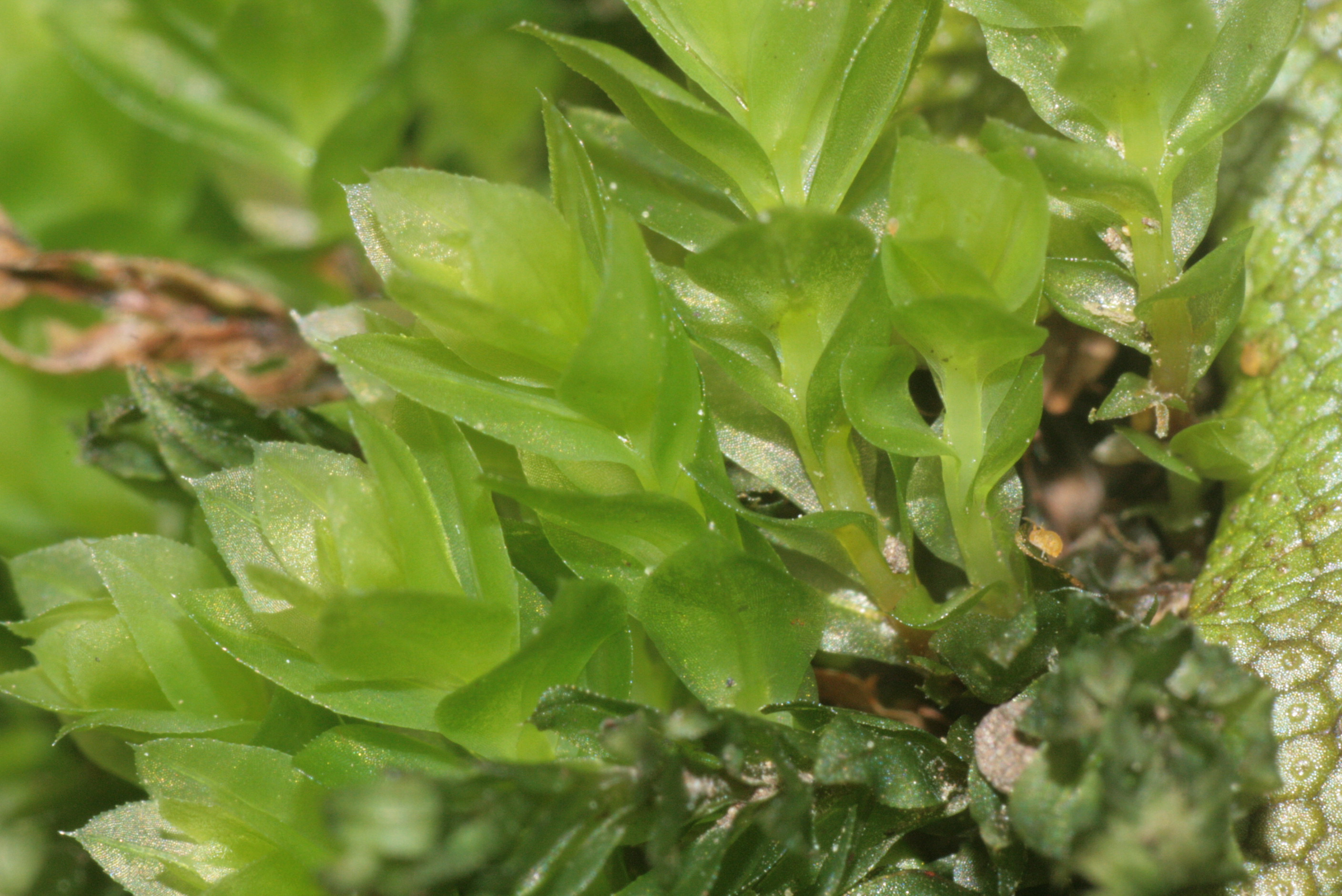